# Albano Sant'Alessandro
Albano Sant'Alessandro is een gemeente in de Italiaanse provincie Bergamo (regio Lombardije) en telt 7170 inwoners (31-12-2004). De oppervlakte bedraagt 5,3 km², de bevolkingsdichtheid is 1280 inwoners per km².

## Demografie
Albano Sant'Alessandro telt ongeveer 2709 huishoudens. Het aantal inwoners steeg in de periode 1991-2001 met 19,3% volgens cijfers uit de tienjaarlijkse volkstellingen van ISTAT.
| Jaar | Inwoneraantal |
| ---- | ------------- |
| 1991 | 5663          |
| 2001 | 6756          |
| 2004 | 7170          |

## Geografie
De gemeente ligt op ongeveer 243 m boven zeeniveau.
Albano Sant'Alessandro grenst aan de volgende gemeenten: Bagnatica, Brusaporto, Costa di Mezzate, Montello, Pedrengo, San Paolo d'Argon, Seriate, Torre de' Roveri.

## Externe link

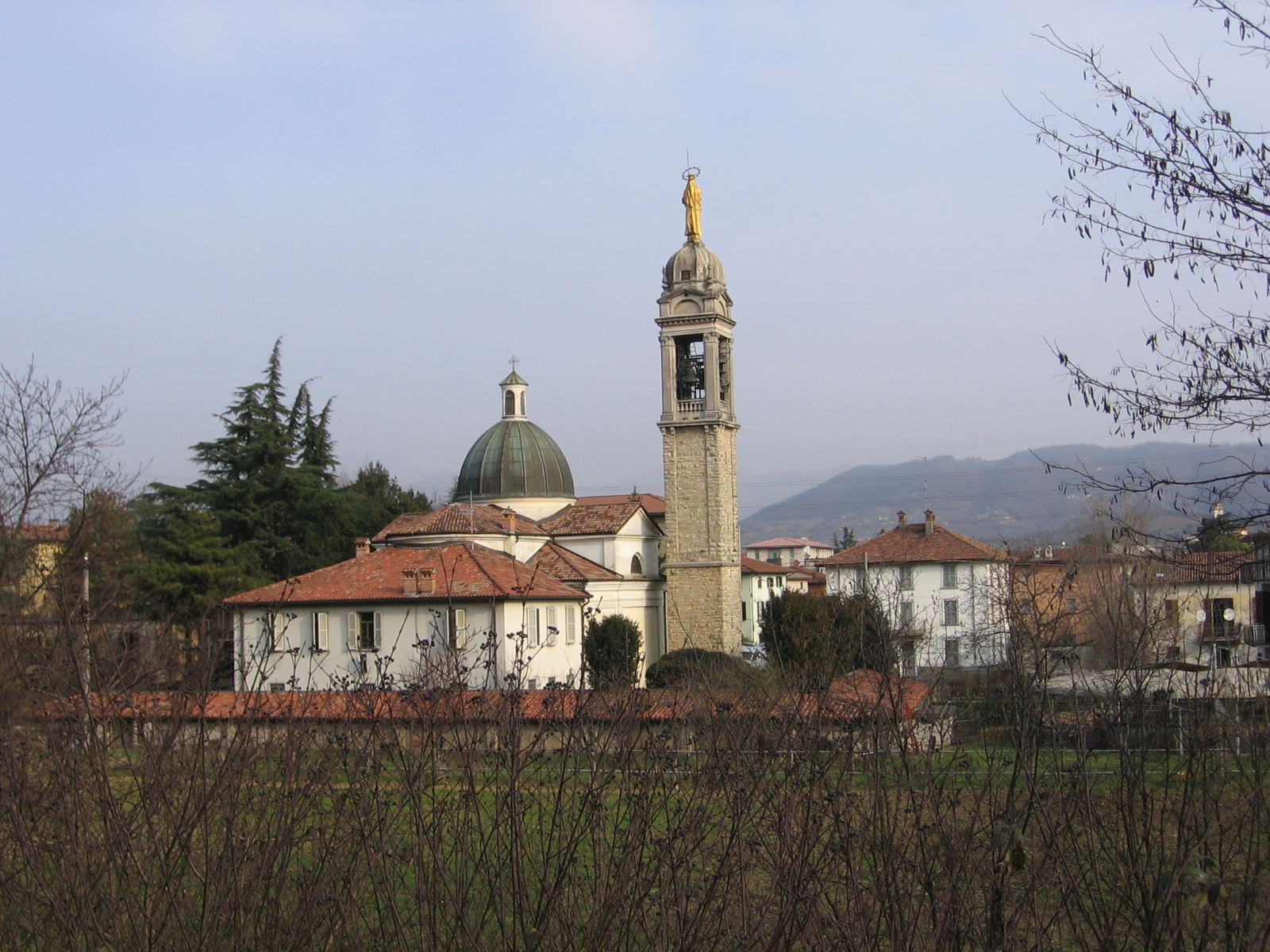
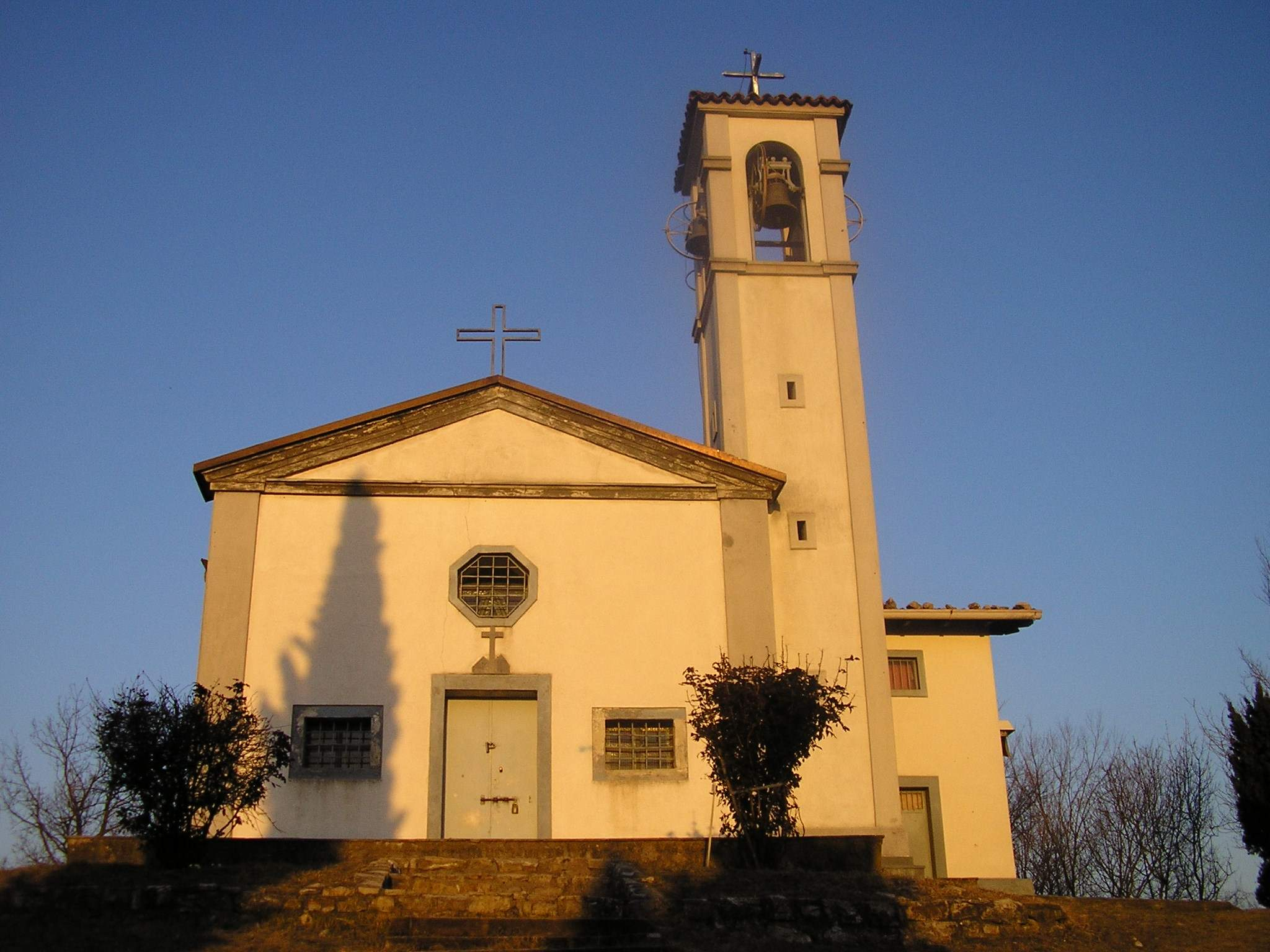
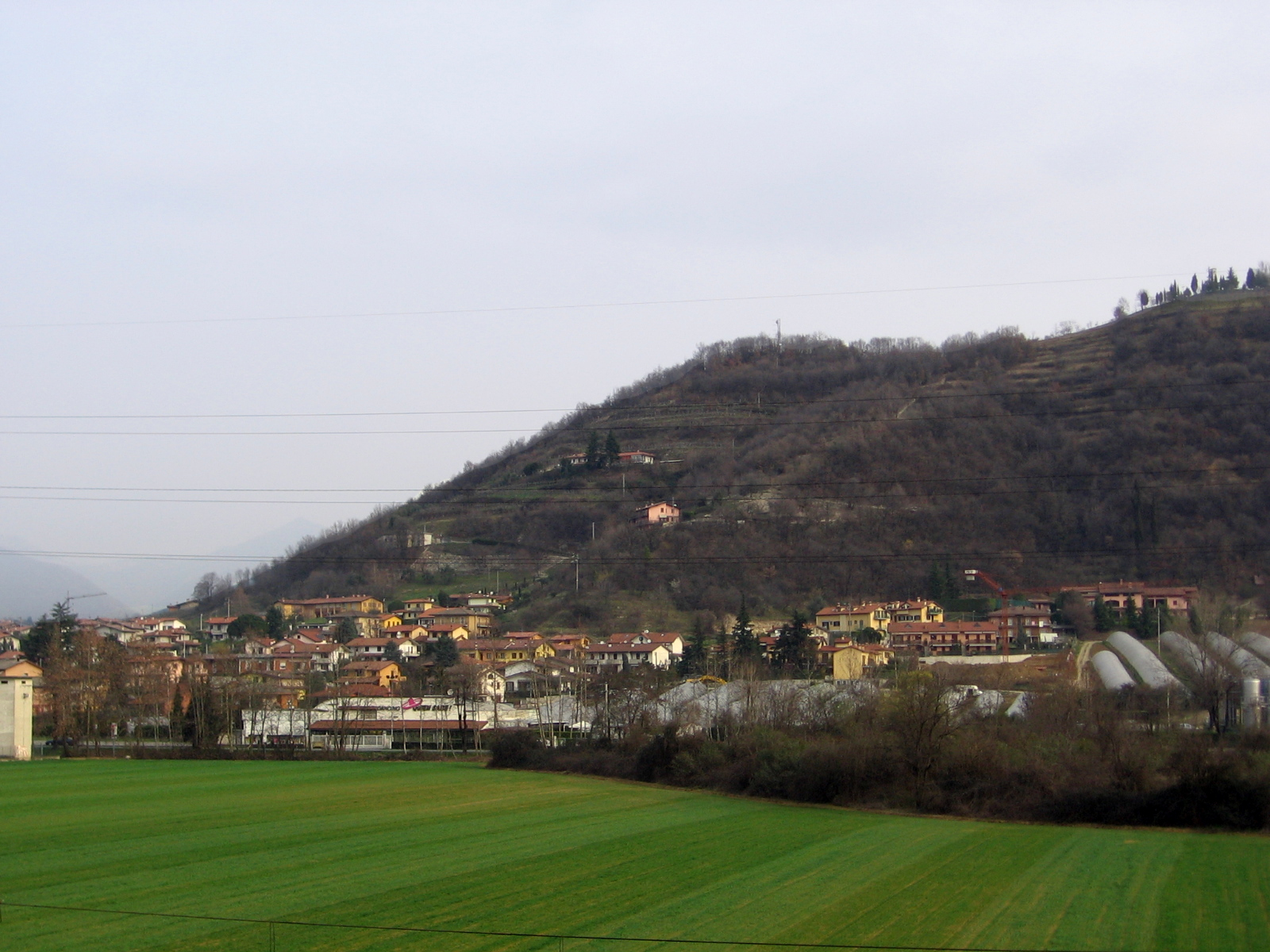